# Eyraud-Crempse-Maurens
Eyraud-Crempse-Maurens [ɛʁo kʁɛ̃ps moʁɛ̃s] est une commune française située dans le département de la Dordogne, en région Nouvelle-Aquitaine. Elle a été créée le 1er janvier 2019 sous le statut de commune nouvelle et regroupe les anciennes communes de Laveyssière, Maurens, Saint-Jean-d'Eyraud et Saint-Julien-de-Crempse.

## Géographie

### Généralités
La commune nouvelle d'Eyraud-Crempse-Maurens regroupe les communes de Laveyssière, Maurens, Saint-Jean-d'Eyraud et Saint-Julien-de-Crempse. Son chef-lieu se situe au bourg de Maurens.
| Carte des communes constitutives d'Eyraud-Crempse-Maurens. |

Dans le quart sud-ouest du département de la Dordogne, en Bergeracois, la commune rurale d'Eyraud-Crempse-Maurens est est arrosée par l'Eyraud, le Marmelet et le ruisseau de Ladoux. Elle fait partie de l'aire d'attraction de Bergerac.
À proximité de la route départementale (RD) 4E3, le bourg de Maurens — où est implantée la mairie — se situe, en distances orthodromiques, neuf kilomètres au nord du centre-ville de Bergerac.
La commune est également desservie par les RD 15, 107 et 709.
Entre Montagnac-la-Crempse et Lembras, le sentier de grande randonnée GR 361 traverse le territoire communal du nord-est au sud-est sur plus de onze kilomètres, en passant par les bourgs de Saint-Julien-de-Crempse et Maurens.

### Communes limitrophes
Eyraud-Crempse-Maurens est limitrophe de dix autres communes.
| Église-Neuve-d'Issac | Beleymas               | Montagnac-la-Crempse |
| Les Lèches, Lunas    | Eyraud-Crempse-Maurens | Campsegret, Queyssac |
| Ginestet             | Bergerac               | Lembras              |

### Géologie et relief

#### Géologie
Situé sur la plaque nord du Bassin aquitain et bordé à son extrémité nord-est par une frange du Massif central, le département de la Dordogne présente une grande diversité géologique. Les terrains sont disposés en profondeur en strates régulières, témoins d'une sédimentation sur cette ancienne plate-forme marine. Le département peut ainsi être découpé sur le plan géologique en quatre gradins différenciés selon leur âge géologique. Eyraud-Crempse-Maurens est située dans le quatrième gradin à partir du nord-est, un plateau formé de dépôts siliceux-gréseux et de calcaires lacustres de l'ère tertiaire.
Les couches affleurantes sur le territoire communal sont constituées de formations superficielles du Quaternaire et de roches sédimentaires datant pour certaines du Cénozoïque, et pour d'autres du Mésozoïque. La formation la plus ancienne, notée c5e, date du Campanien 5, des calcaires bioclastiques jaunâtres à rudistes, orbitoides media, Larrazetia, calcaires gréseux jaunes à grands silex versicolores, lumachelles à huîtres. La formation la plus récente, notée CF, fait partie des formations superficielles de type colluvions indifférenciées sablo-argileuses et argilo-sableuses. Le descriptif de ces couches est détaillé dans  la feuille « no 806 - Bergerac » de la carte géologique au 1/50 000 de la France métropolitaine, et sa notice associée.

Carte géologique d'Eyraud-Crempse-Maurens.

#### Relief et paysages
Le département de la Dordogne se présente comme un vaste plateau incliné du nord-est (491 m, à la forêt de Vieillecour dans le Nontronnais, à Saint-Pierre-de-Frugie) au sud-ouest (2 m à Lamothe-Montravel). L'altitude du territoire communal varie quant à elle entre 48 m à l'extrême sud, près de la Ressègue, là où le ruisseau de Ladoux quitte le territoire communal et entre sur celui de Ginestet, et 188 m à l'extrême nord-ouest, au nord du lieu-dit Fontaine de la Gabiole, en limite de Montagnac-la-Crempse.
Dans le cadre de la Convention européenne du paysage entrée en vigueur en France le 1er juillet 2006, renforcée par la loi du 8 août 2016 pour la reconquête de la biodiversité, de la nature et des paysages, un atlas des paysages de la Dordogne a été élaboré sous maîtrise d’ouvrage de l’État et publié en octobre 2020. Les paysages du département s'organisent en huit unités paysagères et 14 sous-unités. La commune fait partie du Landais, au sein de l'unité de paysage « La Double et le Landais », deux plateaux ondulés, dont la pente générale descend de l'est vers l'ouest. À l'est, les altitudes atteignent ainsi les 200 m pour les plus élevées (206 m au sud de Vallereuil). Vers l'ouest, le relief s’adoucit et les altitudes maximales culminent autour des 100 mètres. Les paysages sont forestiers aux horizons limités, avec peu de repères, ponctués de clairières agricoles habitées.
La superficie cadastrale de la commune publiée par l'Insee, qui sert de référence dans toutes les statistiques, est de 50,51 km2,.

### Hydrographie

#### Réseau hydrographique
La commune est située dans le bassin de la Dordogne au sein du Bassin Adour-Garonne. Elle est drainée par l'Eyraud, l'Ironzeau, le ruisseau de Ladoux, le Gaillardet, le Galinat et par divers petits cours d'eau, qui constituent un réseau hydrographique de 34 km de longueur totale,,,,.
L'Eyraud, d'une longueur totale de 21,02 km, prend sa source dans le nord-ouest de la commune, au lieu-dit Chadelaygue, et se jette en rive droite de la Dordogne à Saint-Pierre-d'Eyraud, face à Gardonne,.Il traverse le territoire communal en direction du sud-ouest sur cinq kilomètres et demi.
Affluent de rive droite de l'Eyraud, l'Ironzeau prend sa source dans le nord-ouest de la commune, au nord du lieu-dit les Combettes, et sert de limite territoriale sur près d'un kilomètre, face à Église-Neuve-d'Issac.
Le ruisseau de Ladoux, ou Marmelet dans sa partie aval, d'une longueur totale de 13,4 km, prend sa source dans le nord de la commune, près du lieu-dit le Baillard, et se jette dans le Caudeau en rive droite à Bergerac, 200 mètres en amont de la confluence Caudeau-Dordogne. Il arrose la commune en direction du sud-sud-ouest sur sept kilomètres et demi dont 750 mètres en limite de Ginestet.
Prenant sa source dans le sud-est de la commune, son affluent de rive gauche le Gaillardet sert intégralement de limite naturelle sur près de trois kilomètres, face à Lembras, Bergerac et Ginestet.
Le Galinat, ou Seyze dans sa partie aval, d'une longueur totale de 9,58 km, prend sa source à Montagnac-la-Crempse et se jette dans le Caudeau en rive droite à Lembras, face à Creysse,. Il borde la commune au nord-est sur un kilomètre, face à Campsegret.
La Crempse, rivière dont le nom se retrouve dans celui de la commune, est étrangement absente du territoire communal. Elle passe en fait trois kilomètres plus au nord, sur le territoire de Montagnac-la-Crempse.

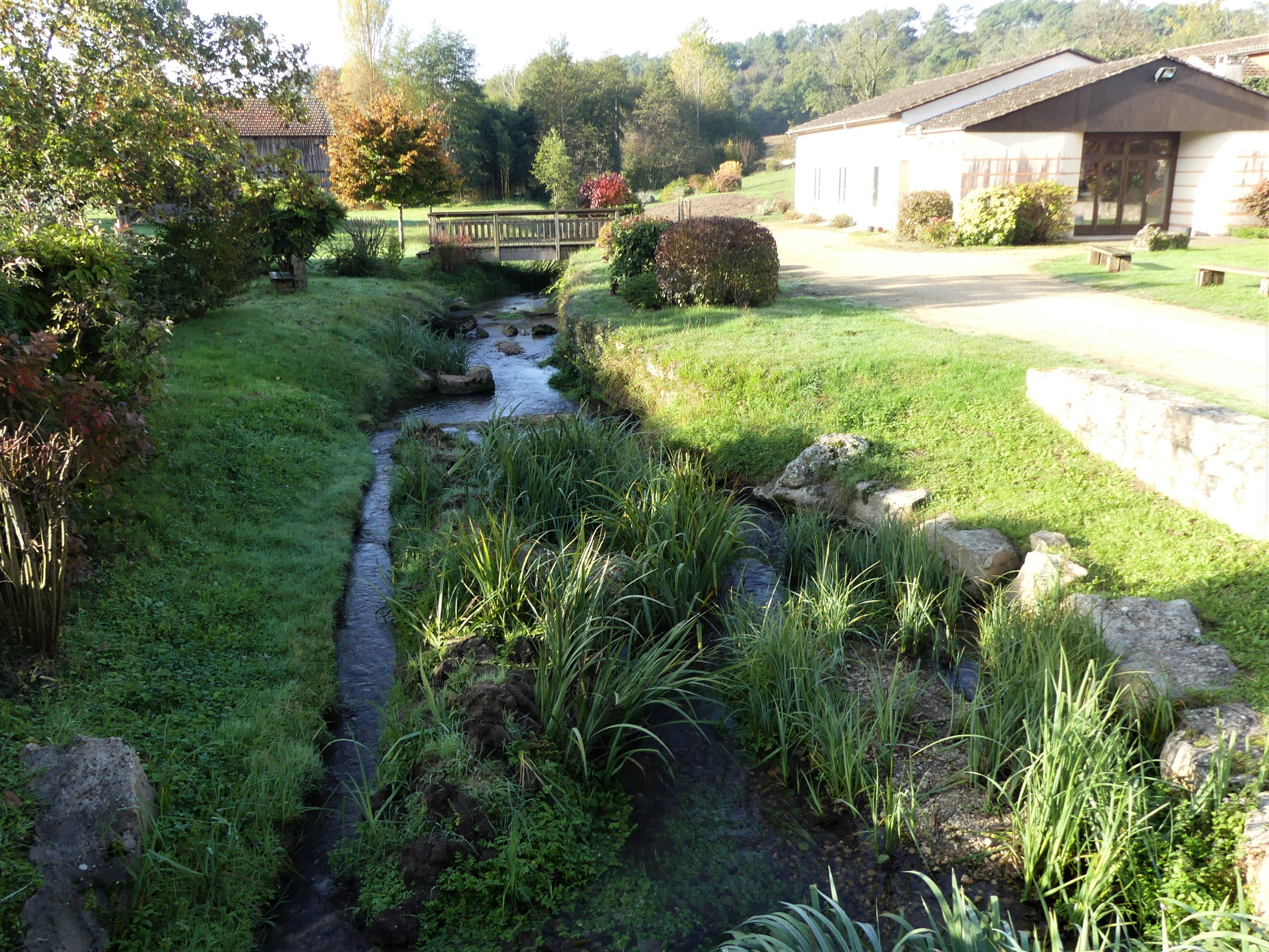
L'Eyraud dans le bourg de Laveyssière.
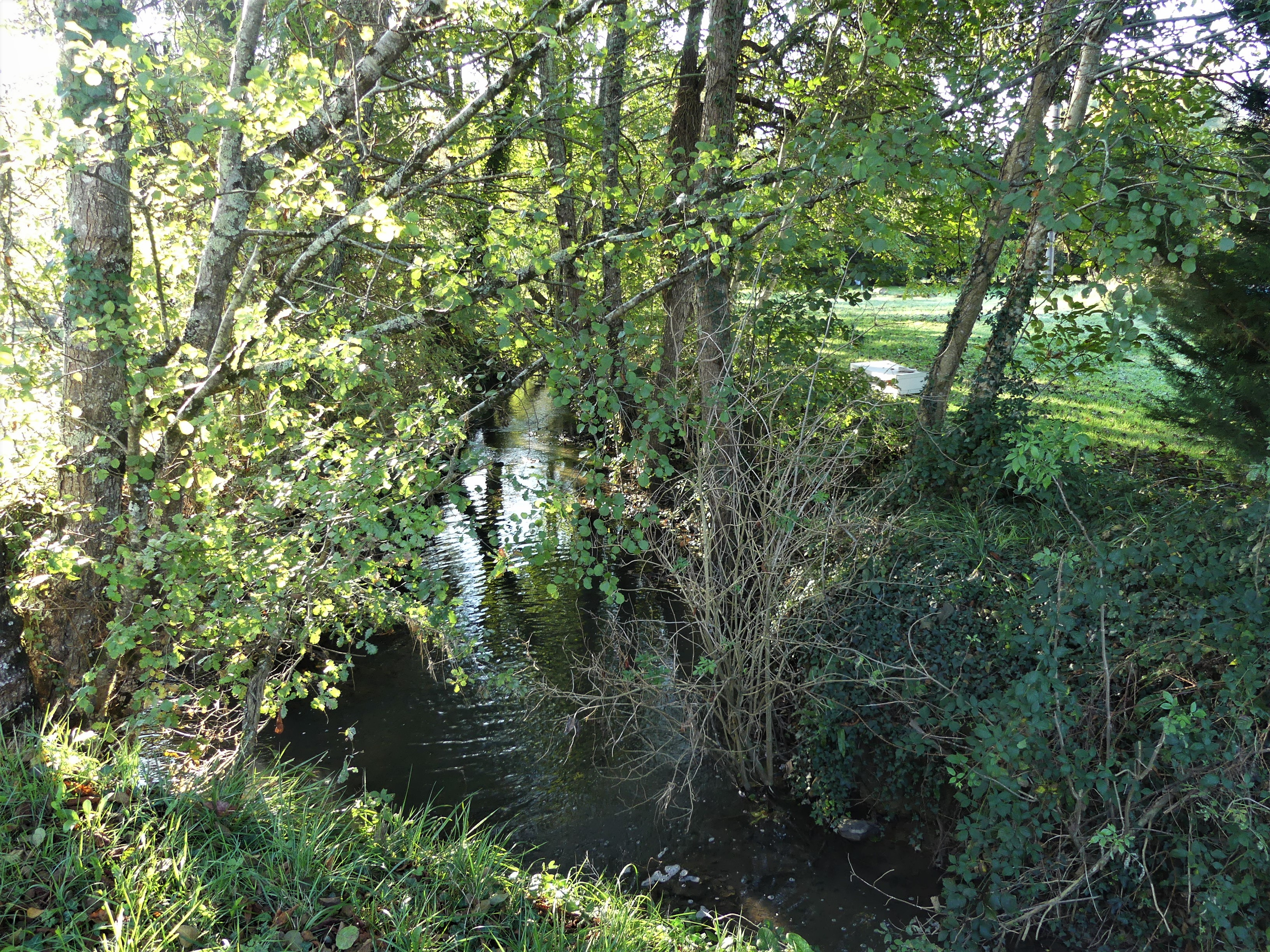
Le ruisseau de Ladoux près du lieu-dit Carrière.
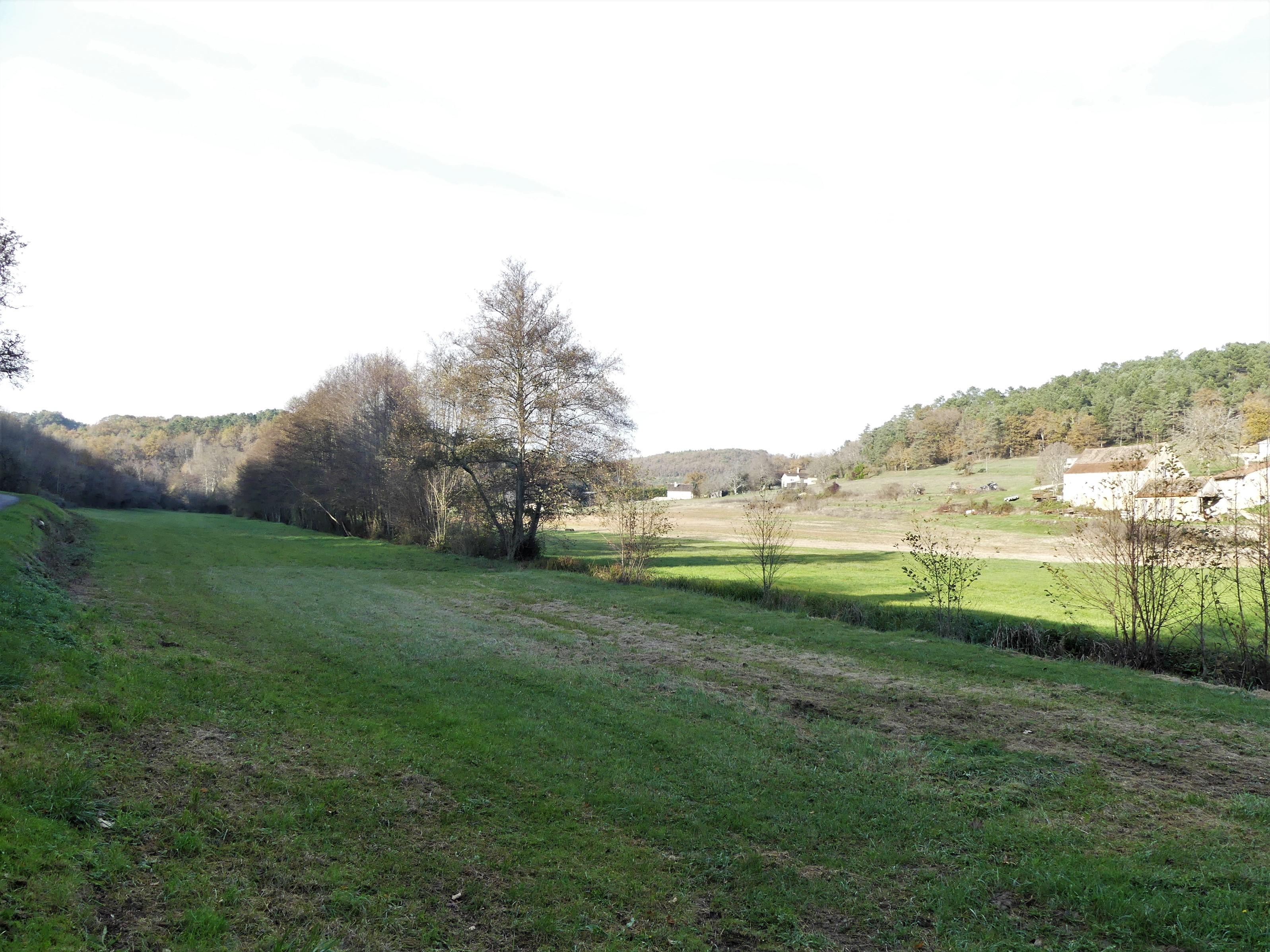
La vallée du Galinat au nord du lieu-dit la Roque, en limite de Saint-Julien-de-Crempse et de Campsegret.
Réseaux hydrographique et routier d'Eyraud-Crempse-Maurens.
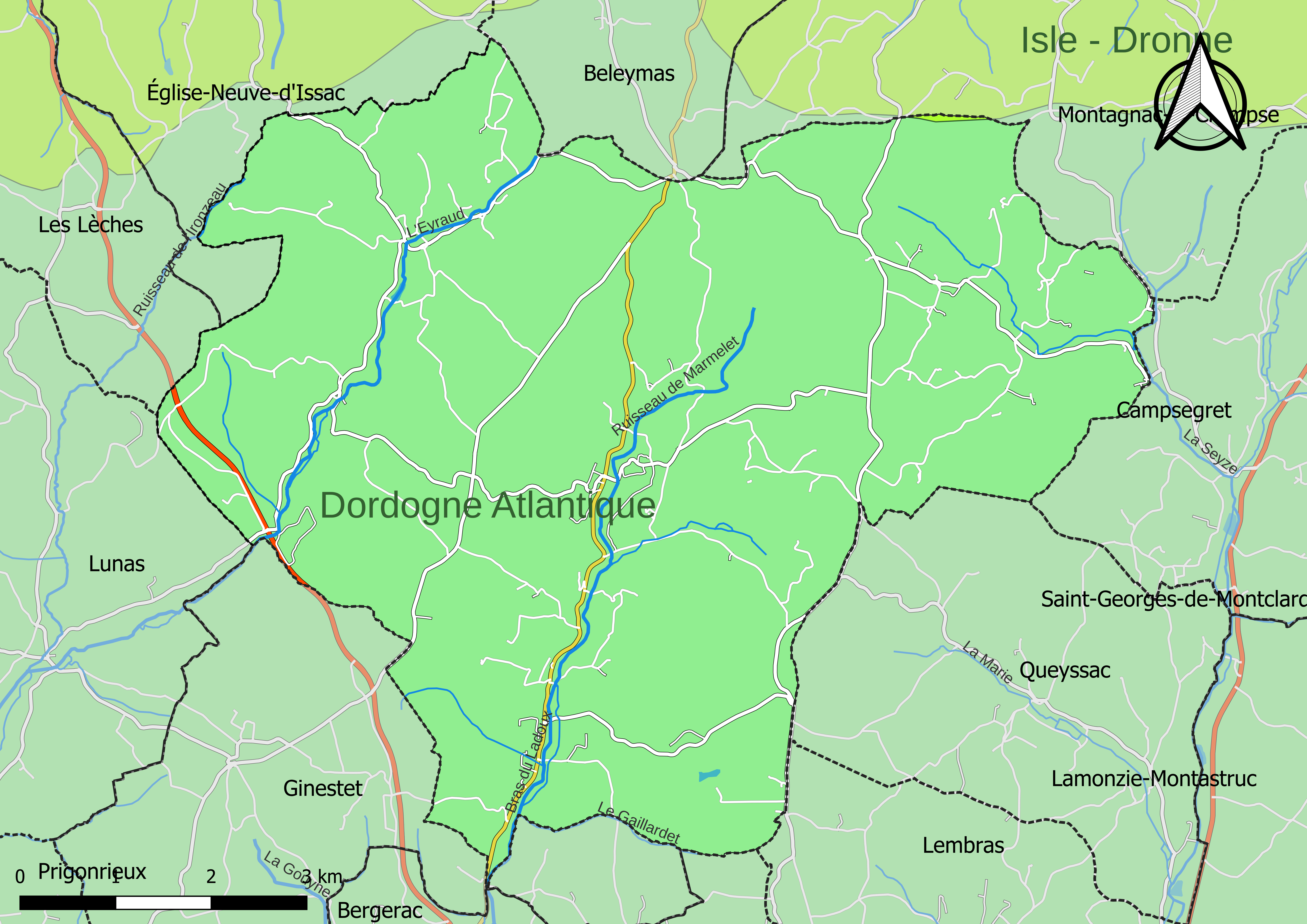
Carte des schémas d'aménagement et de gestion des eaux (SAGE) couvrant le territoire communal d'Eyraud-Crempse-Maurens.

#### Gestion et qualité des eaux
Le territoire communal est couvert par les schémas d'aménagement et de gestion des eaux (SAGE) « Dordogne Atlantique » et « Isle - Dronne ». Le SAGE « Dordogne Atlantique », dont le territoire correspond au sous‐bassin le plus aval du bassin versant de la Dordogne (aval de la confluence Dordogne - Vézère)., d'une superficie de 2 700 km2 est en cours d'élaboration. La structure porteuse de l'élaboration et de la mise en œuvre est l'établissement public territorial de bassin de la Dordogne (EPIDOR). Le SAGE « Isle - Dronne », dont le territoire regroupe les bassins versants de l'Isle et de la Dronne, d'une superficie de 7 500 km2, a été approuvé le 2 août 2021. La structure porteuse de l'élaboration et de la mise en œuvre est également l'EPIDOR. Ils définissent chacun sur leur territoire les objectifs généraux d'utilisation, de mise en valeur et de protection quantitative et qualitative des ressources en eau superficielle et souterraine, en respect des objectifs de qualité définis dans le troisième SDAGE  du Bassin Adour-Garonne qui couvre la période 2022-2027, approuvé le 10 mars 2022.
La quasi-totalité du territoire communal dépend du SAGE Dordogne Atlantique. Seule une infime partie dans le nord-est, en limite de Montagnac-la-Crempse, est rattachée au SAGE Isle - Dronne.
La qualité des eaux de baignade et des cours d'eau peut être consultée sur un site dédié géré par les agences de l'eau et l’Agence française pour la biodiversité.

### Climat
Pour des articles plus généraux, voir Climat de la Nouvelle-Aquitaine et Climat de la Dordogne.
Historiquement, la commune est exposée à un climat océanique aquitain.  
En 2020, Météo-France publie une typologie des climats de la France métropolitaine dans laquelle la commune est dans une zone de transition entre le climat océanique et le climat océanique altéré et est dans la région climatique  Aquitaine, Gascogne, caractérisée par une pluviométrie abondante au printemps, modérée en automne, un faible ensoleillement au printemps, un été chaud (19,5 °C), des vents faibles, des brouillards fréquents en automne et en hiver et des orages fréquents en été (15 à 20 jours).
Pour la période 1971-2000, la température annuelle moyenne est de 12,6 °C, avec  une amplitude thermique annuelle de 15,1 °C. Le cumul annuel moyen de précipitations est de 853 mm, avec 11,9 jours de précipitations en janvier et 6,9 jours en juillet. Pour la période 1991-2020, la température moyenne annuelle observée sur la station météorologique la plus proche, située sur la commune de Bergerac à 9 km à vol d'oiseau, est de 13,2 °C et le cumul annuel moyen de précipitations est de 792,9 mm,. Pour l'avenir, les paramètres climatiques de la commune estimés pour 2050 selon différents scénarios d’émission de gaz à effet de serre sont consultables sur un site dédié publié par Météo-France en novembre 2022.

## Urbanisme

### Typologie
Au 1er janvier 2024, Eyraud-Crempse-Maurens est catégorisée commune rurale à habitat très dispersé, selon la nouvelle grille communale de densité à 7 niveaux définie par l'Insee en 2022.
Elle est située hors unité urbaine. Par ailleurs la commune fait partie de l'aire d'attraction de Bergerac, dont elle est une commune de la couronne,. Cette aire, qui regroupe 73 communes, est catégorisée dans les aires de 50 000 à moins de 200 000 habitants,.

### Villages, hameaux et lieux-dits
Outre les bourgs de Laveyssière, Maurens, Saint-Jean-d'Eyraud et Saint-Julien-de-Crempse proprement dits, le territoire se compose d'autres villages ou hameaux, ainsi que de lieux-dits détaillés sur cet article, sur celui-ci, sur cet autre et sur celui-là.

### Prévention des risques
Le territoire de la commune d'Eyraud-Crempse-Maurens est vulnérable à différents aléas naturels : météorologiques (tempête, orage, neige, grand froid, canicule ou sécheresse), feux de forêts, mouvements de terrains et séisme (sismicité très faible). Un site publié par le BRGM permet d'évaluer simplement et rapidement les risques d'un bien localisé soit par son adresse soit par le numéro de sa parcelle.
Eyraud-Crempse-Maurens est exposée au risque de feu de forêt. L’arrêté préfectoral du 14 mars 2013 fixe les conditions de pratique des incinérations et de brûlage dans un objectif de réduire le risque de départs d’incendie. À ce titre, des périodes sont déterminées : interdiction totale du 15 février au 15 mai et du 15 juin au 15 octobre, utilisation réglementée du 16 mai au 14 juin et du 16 octobre au 14 février. En septembre 2020, un plan inter-départemental de protection des forêts contre les incendies (PidPFCI) a été adopté pour la période 2019-2029,.

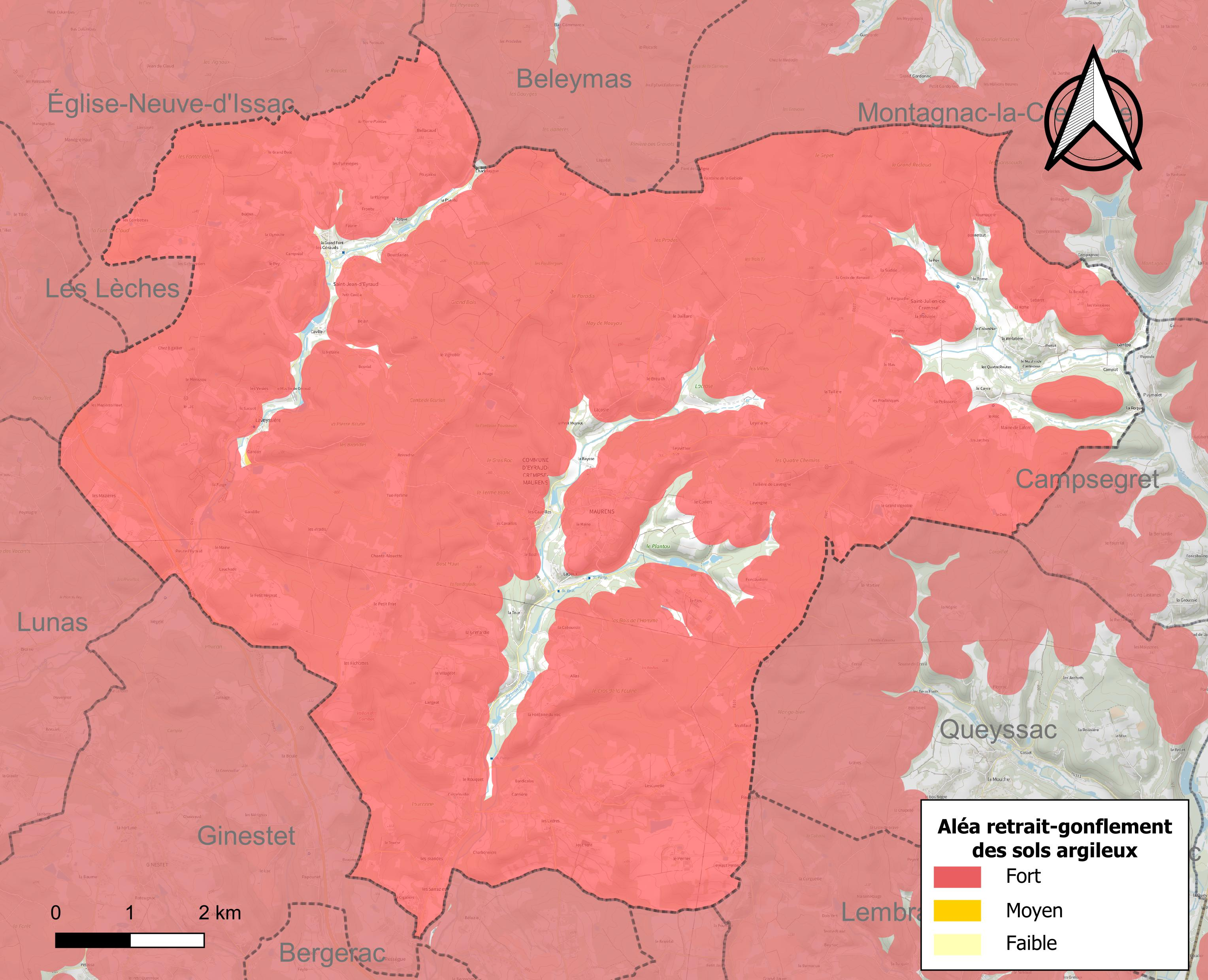
Carte des zones d'aléa retrait-gonflement des sols argileux d'Eyraud-Crempse-Maurens.

Les mouvements de terrains susceptibles de se produire sur la commune sont des affaissements et effondrements liés aux cavités souterraines (hors mines) et des tassements différentiels. Afin de mieux appréhender le risque d’affaissement de terrain, un inventaire national permet de localiser les éventuelles cavités souterraines sur la commune. Le retrait-gonflement des sols argileux est susceptible d'engendrer des dommages importants aux bâtiments en cas d’alternance de périodes de sécheresse et de pluie. 91,6 % de la superficie communale est en aléa moyen ou fort (58,6 % au niveau départemental et 48,5 % au niveau national métropolitain). Depuis le 1er octobre 2020, en application de la loi ÉLAN, différentes contraintes s'imposent aux vendeurs, maîtres d'ouvrages ou constructeurs de biens situés dans une zone classée en aléa moyen ou fort,.
La commune a été reconnue en état de catastrophe naturelle au titre des dommages causés par les inondations et coulées de boue survenues en 1982, 1983, 1989, 1999, 2003 et 2018, par la sécheresse en 1989, 1992, 1995, 1997, 2005 et 2011 et par des mouvements de terrain en 1999.

## Histoire
Eyraud-Crempse-Maurens est une commune nouvelle créée le 21 septembre 2018 pour une prise d'effet au 1er janvier 2019. À cette date, les quatre communes fondatrices deviennent commune déléguée.

## Politique et administration
| Nom                     | Code Insee | Intercommunalité               | Superficie (km2) | Population (dernière pop. légale) | Densité (hab./km2) |
| ----------------------- | ---------- | ------------------------------ | ---------------- | --------------------------------- | ------------------ |
| Maurens (siège)         | 24259      | CC Isle et Crempse en Périgord | 22,58            | 1 052 (2018)                      | 47                 |
| Laveyssière             | 24233      | CC Isle et Crempse en Périgord | 6,7              | 142 (2018)                        | 21                 |
| Saint-Jean-d'Eyraud     | 24427      | CC Isle et Crempse en Périgord | 10,05            | 175 (2018)                        | 17                 |
| Saint-Julien-de-Crempse | 24431      | CC Isle et Crempse en Périgord | 11,18            | 219 (2018)                        | 20                 |

### Rattachements administratifs et électoraux
Les quatre communes initiales dépendent de l'arrondissement de Périgueux et du canton du Périgord central.

### Intercommunalité
Les quatre communes initiales dépendent de la même intercommunalité : la communauté de communes Isle et Crempse en Périgord.

### Administration municipale
Pendant une période courant jusqu'au prochain renouvellement des conseils municipaux (prévu en 2020), le conseil municipal de la nouvelle commune est constitué de l'ensemble des conseillers municipaux des anciennes communes (15 pour Maurens, 11 pour Laveyssière, 11 pour Saint-Jean-d'Eyraud et 11 pour Saint-Julien-de-Crempse, soit un total de 48). Le maire de la nouvelle commune est élu début 2019. Les maires des anciennes communes deviennent maires délégués de celles-ci.
La population de la commune étant comprise entre 1 500 et 2 499 habitants au recensement de 2017, dix-neuf conseillers municipaux auraient dû être élus en 2020. Cependant, s'agissant du premier renouvellement du conseil municipal d'une commune nouvelle, le nombre de conseillers élus est celui de la strate supérieure, soit vingt-trois.

### Liste des maires
| Période                                  | Période  | Identité       | Étiquette | Qualité                                                                  |
| ---------------------------------------- | -------- | -------------- | --------- | ------------------------------------------------------------------------ |
| Les données manquantes sont à compléter. |          |                |           |                                                                          |
| janvier 2019 (réélu en mai 2020)         | En cours | Alain Ollivier | SE        | Ancien maire de Maurens (2014-2018) Conseiller départemental depuis 2021 |

## Équipements et services publics

### Justice
Dans le domaine judiciaire, Eyraud-Crempse-Maurens relève : 
- du tribunal judiciaire, du tribunal pour enfants, du conseil de prud'hommes et du tribunal de commerce de Bergerac ;
- du pôle Nationalité du tribunal judiciaire de Périgueux (compétent uniquement dans le domaine de la nationalité) ;
- de la cour d'appel, du tribunal administratif et de la  cour administrative d'appel de Bordeaux.

## Population et société

### Démographie
L'évolution du nombre d'habitants est connue à travers les recensements de la population effectués dans la commune depuis sa création.

En 2022, la commune comptait 1 666 habitants.
| 2019  | 2020  | 2021  | 2022  |
| ----- | ----- | ----- | ----- |
| 1 572 | 1 587 | 1 629 | 1 666 |

### Manifestations culturelles et festivités
- Fête annuelle à Maurens au 15 août[55].

## Économie

### Emploi
En 2016, sur le territoire correspondant à Eyraud-Crempse-Maurens dans sa configuration de 2019, parmi la population communale comprise entre 15 et 64 ans, les actifs représentaient 718 personnes, soit 44,9 % de la population municipale. Le nombre de chômeurs s'élevait à 93 et le taux de chômage de cette population active s'établissait à 12,9 %.

### Établissements
Au 31 décembre 2015, sur ce même territoire, la commune comptait 127 établissements, dont soixante-sept au niveau des commerces, transports ou services, vingt-six dans la construction, dix-sept dans l'agriculture, la sylviculture ou la pêche, neuf relatifs au secteur administratif, à l'enseignement, à la santé ou à l'action sociale, et huit dans l'industrie.

## Pour approfondir